# Teichland
Teichland là một đô thị thuộc huyện Spree-Neiße, bang Brandenburg, Đức. Đô thị Teichland có diện tích 34,87 km², dân số thời điểm 31 tháng 12 năm 2006 là 1242 người.